# 模索舎
模索舎（もさくしゃ）は、東京都新宿区新宿二丁目にある、自主流通本を扱う書店。

## 概要
1970年にベトナム反戦運動に関わる党派に属さない学生らが創業した。 創業メンバーの岩永正敏によれば、評論家津村喬の著書『魂にふれる革命』を出版したが取り扱う書店が少なく、売れる場を確保したかったという。
「表現の自由」の保障を理念に掲げ、出版取次会社が扱わない、いわゆるミニコミといわれる「自主流通本」を主要に扱う。店頭看板に「ミニコミ少流通出版取扱書店」を掲げ、商業上の問題や主張内容に問題のある少数出版の書物など、一般書店ではなかなか取り扱ってもらえない本も、原則無審査で取り扱う（#ポリシーも参照）。地方・小出版流通センター社長の川上賢一はセンター立ち上げ前に模索舎で働いていた。
新左翼や右翼団体、宗教団体の機関紙も取り扱っており、少人数党派の機関紙やパンフレットはこの模索舎で入手できなければ、直接の出版団体を探してそこからの取り寄せとなるしかないことが多い。狭い店内には国会図書館にすらなく、事実上模索舎でしか入手不可能な書籍やCD、死刑囚の支援通信までもが多数置かれている。模索舎主催の各種イベントも不定期に実施されている。
同業の書店が相次いで閉店するなか経営努力を続けるも経営状況はひっ迫しているらしく、舎外からの有志も含めた模索舎再建実行委員会が組織された。同委員会によれば、「40周年にあたる今年（2010年）の10月に果たして存続できているか、おぼつかない状況です」という状況であった。2020年には創業50年を迎えた。代表の榎本智至は、経営難であることに変わりはなく「売り上げは年々落ちている。ギリギリですが、ここでしか売れない、買えない本がある」とコメントしている。

## ポリシー
「持ち込まれたらどんな出版物も販売する」ことをポリシーにしたためにトラブルに巻き込まれることもあった。1972年にはわいせつ物として掲載誌が摘発される騒ぎになっていた小説『四畳半襖の下張』（永井荷風作とされる）の複製版が100部模索舎に持ち込まれ、当時の五味正彦代表らがわいせつ文書販売目的所持容疑で逮捕、起訴される事件に発展した。五味は裁判の意見陳述に
と記した。裁判は1980年に最高裁で有罪が確定したが、この件を通じて模索舎の名は広まった。

## 沿革
- 1970年10月上旬 - 経営主体である有限会社コミニケート社を設立。
- 1970年10月28日 - たまり場であるスナック部門の「スナックシコシコ」とともに「情報センターへの模索舎」として営業開始。
- 1972年4月29日 - 「スナックシコシコ」閉店、直後に改装工事となる。
- 1972年5月22日 - 「情報センターへのシコシコ模索舎」リニューアルオープンとなる。以後も「模索舎」として日本全国に知名度を上げる。
- 1972年7月28日 - 模索舎にて、取り扱っていた「四畳半襖の下張」掲載の月刊誌「面白半分」が警察に押収される。
- 1973年3月23日 - 模索舎も当事者の重要支援者となる「模索舎・四畳半裁判」東京地裁第一回公判が行われる。
- 1976年12月23日 - 「模索舎・四畳半裁判」東京地裁での判決公判が下され、関係者に有罪との判決となる。
- 2010年3月22日 - 模索舎40周年記念イベント「40年目の、シコシコ・模索舎」を、大久保地域センターで開催する。それと前後して、「存続のための支援カンパ」を呼びかける[3]。
- 2010年9月7日 - 書籍の取扱案内も兼ね、案内誌として40年続けてきた「模索舎月報」休刊を決定する。「Web版『模索舎月報』」は存続する。